# John Machethe Muiruri
John Machethe Muiruri (ur. 10 października 1979 w Nakuru) – kenijski piłkarz grający na pozycji pomocnika.

## Kariera klubowa
Karierę piłkarską Muiruri rozpoczął w klubie Utalii FC. W 1998 roku zadebiutował w jego barwach w kenijskiej Premier League. W 1999 roku przeszedł do Tusker FC z Nairobi. W 1999 i 2000 roku dwukrotnie z rzędu wywalczył z nim mistrzostwo Kenii. W 2000 roku zdobył też Puchar CECAFA Club.
Latem 2001 Muiruri przeszedł do belgijskiego KAA Gent. W debiutanckim sezonie rozegrał jedno spotkanie w zespole z Gandawy, ale już w kolejnym był podstawowym zawodnikiem Gent. W sezonie 2004/2005 rozegrał 30 spotkań w zespole Germinalu Beerschot Antwerpia.
W 2005 roku Kenijczyk został piłkarzem Moss FK, grającego w drugiej lidze norweskiej. Grał w nim do 2013, czyli do końca swojej kariery.
| Sezon   | Klub                         | Kraj     | Rozgrywki      | Mecze | Bramki |
| ------- | ---------------------------- | -------- | -------------- | ----- | ------ |
| 1998    | Utalii FC                    | Kenia    | Premier League | ?     | ?      |
| 1999    | Tusker FC                    | Kenia    | Premier League | ?     | ?      |
| 2000    | Tusker FC                    | Kenia    | Premier League | ?     | ?      |
| 2001/02 | KAA Gent                     | Belgia   | Eerste Klasse  | 1     | 0      |
| 2002/03 | KAA Gent                     | Belgia   | Eerste Klasse  | 26    | 3      |
| 2003/04 | KAA Gent                     | Belgia   | Eerste Klasse  | 21    | 1      |
| 2004/05 | Germinal Beerschot Antwerpia | Belgia   | Eerste Klasse  | 30    | 0      |
| 2005    | Moss FK                      | Norwegia | Adeccoligaen   | 11    | 2      |
| 2006    | Moss FK                      | Norwegia | Adeccoligaen   | 27    | 7      |
| 2007    | Moss FK                      | Norwegia | Adeccoligaen   | 21    | 2      |
| 2008    | Moss FK                      | Norwegia | Adeccoligaen   | 19    | 2      |
| 2009    | Moss FK                      | Norwegia | Adeccoligaen   | 26    | 6      |
| 2010    | Moss FK                      | Norwegia | Adeccoligaen   | 20    | 1      |
| 2011    | Moss FK                      | Norwegia | 2. divisjon    | 1     | 0      |
| 2012    | Moss FK                      | Norwegia | 2. divisjon    | 14    | 0      |
| 2013    | Moss FK                      | Norwegia | 2. divisjon    | 6     | 0      |

## Kariera reprezentacyjna
W reprezentacji Kenii Muiruri zadebiutował 31 lipca 1998 roku w wygranym 3:0 meczu kwalifikacji do Pucharu Narodów Afryki z Dżibuti. W 2004 roku został powołany do kadry na Puchar Narodów Afryki 2004. Tam rozegrał 2 mecze: z Mali (1:3) i z Senegalem (0:3). Od 1998 do 2007 rozegrał w kadrze narodowej 31 spotkań i strzelił 1 gola.